# 테린

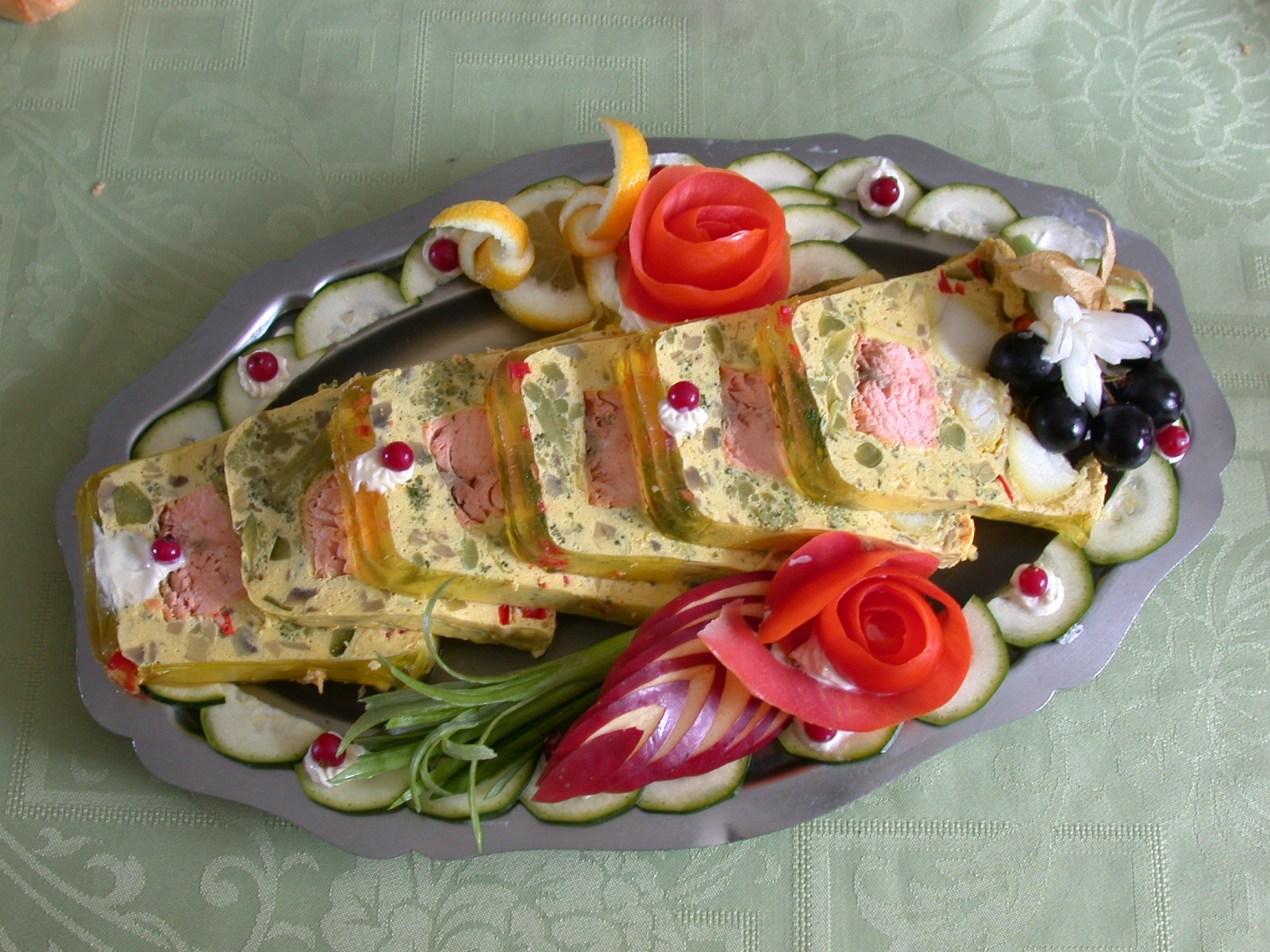
바질 살몬 테린

테린(Terrine, 프랑스어 발음: [tɛ.ʁin])은 전통적인 프랑스 요리에서 파테와 유사한 다진 고기 또는 아스픽 덩어리로, 베인에서 덮힌 도자기 틀(테린이라고도 함)에서 조리된다. 현대식 테린은 고기나 동물성 지방을 반드시 포함하지는 않지만 여전히 고기와 같은 질감과 버섯, 퓌레로 만든 과일 또는 펙틴이 많은 채소와 같은 지방 대체물을 포함한다. 이것들은 또한 스테인레스 스틸, 알루미늄, 에나멜 주철 및 오븐용 플라스틱과 같은 다양한 비도자기 테린 주형에서 조리할 수 있다.
테린은 일반적으로 차갑거나 실온에서 제공된다. 대부분의 테린에는 많은 양의 지방이 포함되어 있지만 주요 재료(고기 등)에서 나온 지방이 아닌 돼지기름을 이용한다. 수많은 테린은 꿩과 토끼와 같은 전형적인 사냥감 고기로 만들어진다. 과거에 테린은 소시지, 파테, 갈란틴, 콩피와 함께 전문 샤르퀴티에의 영역에 속했다.

## 같이 보기
- 갈랑틴
- 미트로프
- 스팸